# Shigenobu Murofushi
Shigenobu Murofushi (japanska: 室伏 重信), född den 2 oktober 1945 i Hebei, är en japansk före detta professor, friidrottstränare och friidrottare som tävlade i släggkastning.

## Karriär
Murofushis första internationella medalj kom 1966 då han tog ett silver vid asiatiska spelen. Året därefter tog han en bronsmedalj vid sommaruniversiaden i Tokyo. Murofushi vann sin första japanska mästerskapstitel 1970, och samma år vann han även sitt första guld vid asiatiska spelen i Bangkok.
Vid de olympiska släggtävlingarna 1972 kom han på en åttondeplats. Murofushi tog sitt andra guld i asiatiska spelen 1974 i Teheran och samma år tog han den första av vad som kom att bli tio raka japanska mästerskapstitlar mellan 1974 och 1983. 1976 kom han på en elfteplats vid OS i Montréal.
Shigenobu Murofushi tog ytterligare en guldmedalj vid asiatiska spelen 1978 och sedan vann han de asiatiska mästerskapen 1979 och 1981 innan han tog sitt fjärde raka guld i asiatiska spelen 1982 i New Delhi. Vid VM 1983 i Helsingfors slutade han på en tiondeplats i kvalet. Vid en tävling i Walnut, Kalifornien i juli 1984 gjorde han karriärens längsta kast på 75,96 meter, då asiatiskt rekord, kastet kom att stå sig som japanskt rekord fram till 1998 då sonen Koji slog det.
Vid OS 1984 i Los Angeles var Murofushi fanbärare för den japanska truppen under öppningsceremonin, han kom sedan på en sjundeplats i kvalet i släggtävlingen och gick inte till final. 1986 vann han sitt tolfte japanska mästerskap och samma år vann han sitt femte raka guld vid asiatiska spelen i Seoul.
Murofushi avslutade sedan karriären som idrottare men var vid sidan om arbetet som forskarassistent vid Chūkyō-universitetet i Nagoya tillbaka vid de Asiatiska mästerskapen i friidrott redan 1987, då som tränare för det japanska laget.

## Privatliv
Shigenobu Murofushi gifte sig 1972 med spjutkasterskan Serafina Moritz som tävlade för Rumänien. Deras två barn Koji Murofushi och Yuka Murofushi blev också framgångsrika släggkastare.